# Pilosella fallax
Pilosella fallax — вид квіткових рослин з родини айстрових (Asteraceae).

## Біоморфологічна характеристика
Це багаторічна рослина. Рослина вкрита прямими, зірчастими і залозистими волосками. Листки вкриті зірчастими й прямими волосками. Квітки жовті. Чашечка однорядна, з волосками однакової довжини. Сім'янки з 10 ребрами. 

## Поширення
Вид росте в Європі, Туреччині, Кавказі: Австрія, країни Балтії, Білорусь, Росія, колишня Чехословаччина, Франція, Німеччина, Греція, Угорщина, Північний Кавказ, Польща (ймовірно вимер), Румунія, Швейцарія, Південний Кавказ, Туреччина, Україна, колишня Югославія.
В Україні росте на пісках, кам'янистих схилах (гранітах, товтрах) — на Поліссі та Лісостепу (як Hieracium durisetum).